# Cis interpunctatus
Cis interpunctatus es una especie de coleóptero de la familia Ciidae.

## Distribución geográfica
Habita en las Islas Mascareñas, islas Reunión.